# Pianura indo-gangetica
La pianura indo-gangetica è una vasta pianura alluvionale che si estende al centro della penisola indiana, formata da tre grandi fiumi: a ovest l'Indo, in gran parte nel territorio pakistano, mentre ad est il Gange e il Brahmaputra, che formano un immenso delta sul confine con il Bangladesh nel golfo del Bengala. L'area totale è di circa 700.000 km²

## Geografia
A nord è delimitata dalla catena dell'Himalaya, mentre a sud i monti Vindhya e l'altopiano del Chota Nagpur la separano dalla regione del Deccan, delimitata dai Ghati occidentali e dai Ghati orientali. I limiti occidentale e orientale sono costituiti dall'altopiano iranico e dai monti Arakan, che la separano dalla valle dell'Irrawaddy. Inoltre, tra la valle dell'Indo e la valle del Gange, nello stato indiano del Rajasthan, è presente la modesta elevazione dei monti Aravalli.
A sud della pianura si trova l'altopiano del Deccan, di forma triangolare, con altezza media di 600-700 metri. Dall'alterazione dei terreni originari derivano le terre nere. In questa zona prosperano le foreste tropicali composte da alberi sempreverdi molto alti. Nella parte orientale dell'altopiano e sul versante interno dei Ghati orientali - collinari, ma che ad occidente si presentano come una catena montuosa - prevalgono le foreste tropicali, le cui essenze principali sono il tek e il sandalo. All'altezza del delta del Gange si incontrano numerose foreste sommerse.

## Geografia antropica
Queste terre sono le più fertili del subcontinente indiano, e quelle economicamente più importanti. L'area è inoltre una delle più densamente popolata del pianeta.

## Clima
L'area orientale della pianura indo-gangetica è caratterizzata dal succedersi dei monsoni, che soffiano sei mesi dal mare (sud-ovest), scaricando abbondanti piogge sul versante occidentale del Deccan e fino alla catena himalayana, e sei mesi da terra (nord-est), originando venti asciutti e freddi che si dirigono verso sud.

## Galleria d'immagini

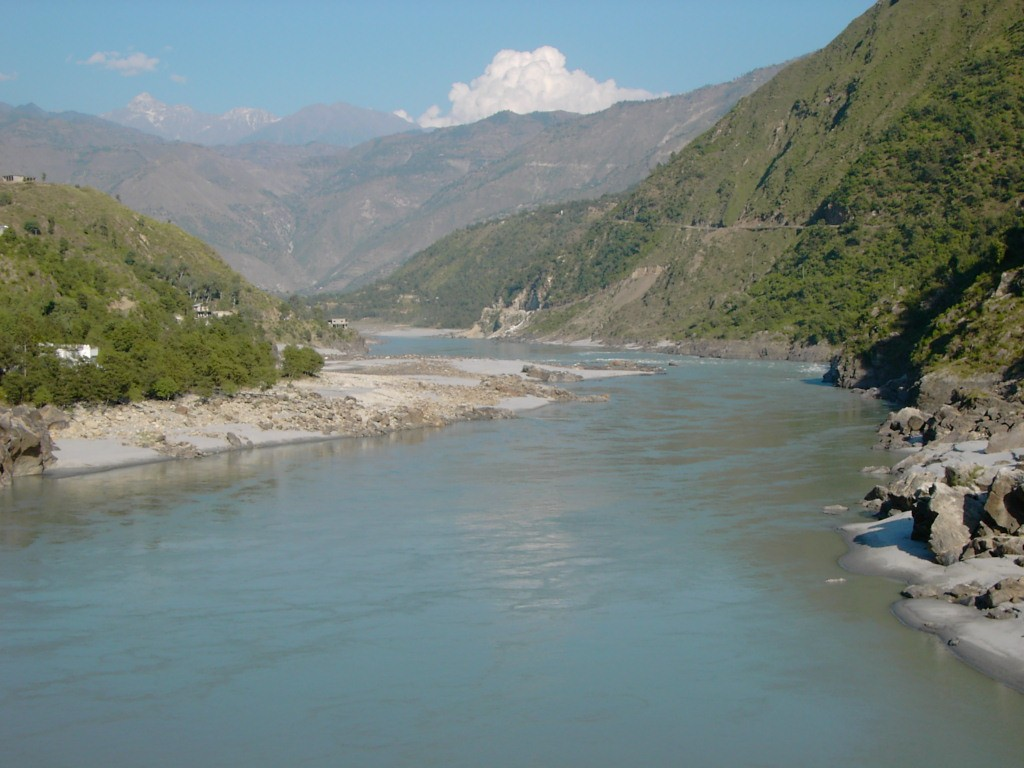
Alto corso dell'Indo in Pakistan
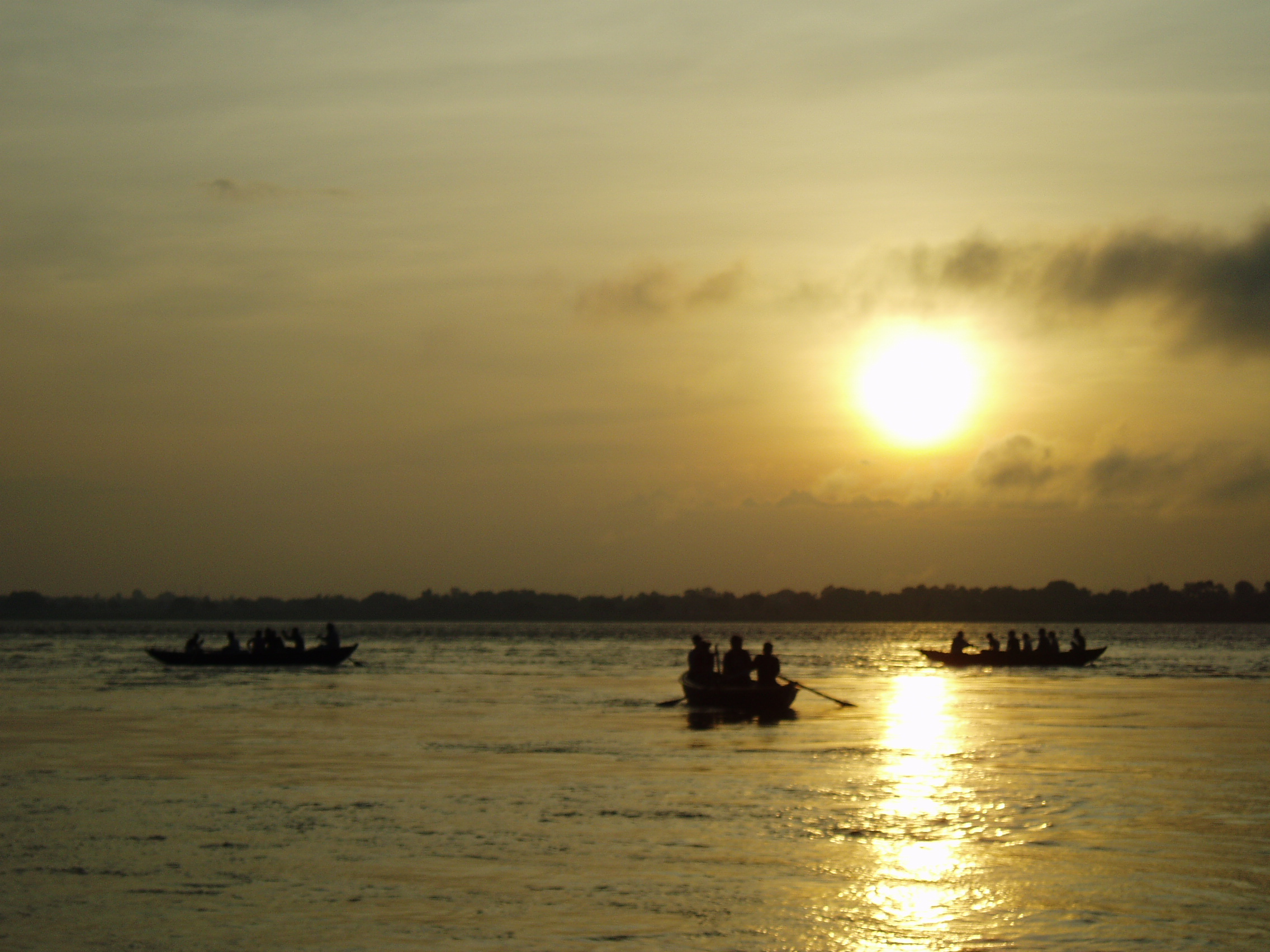
Il Gange all'alba (India)
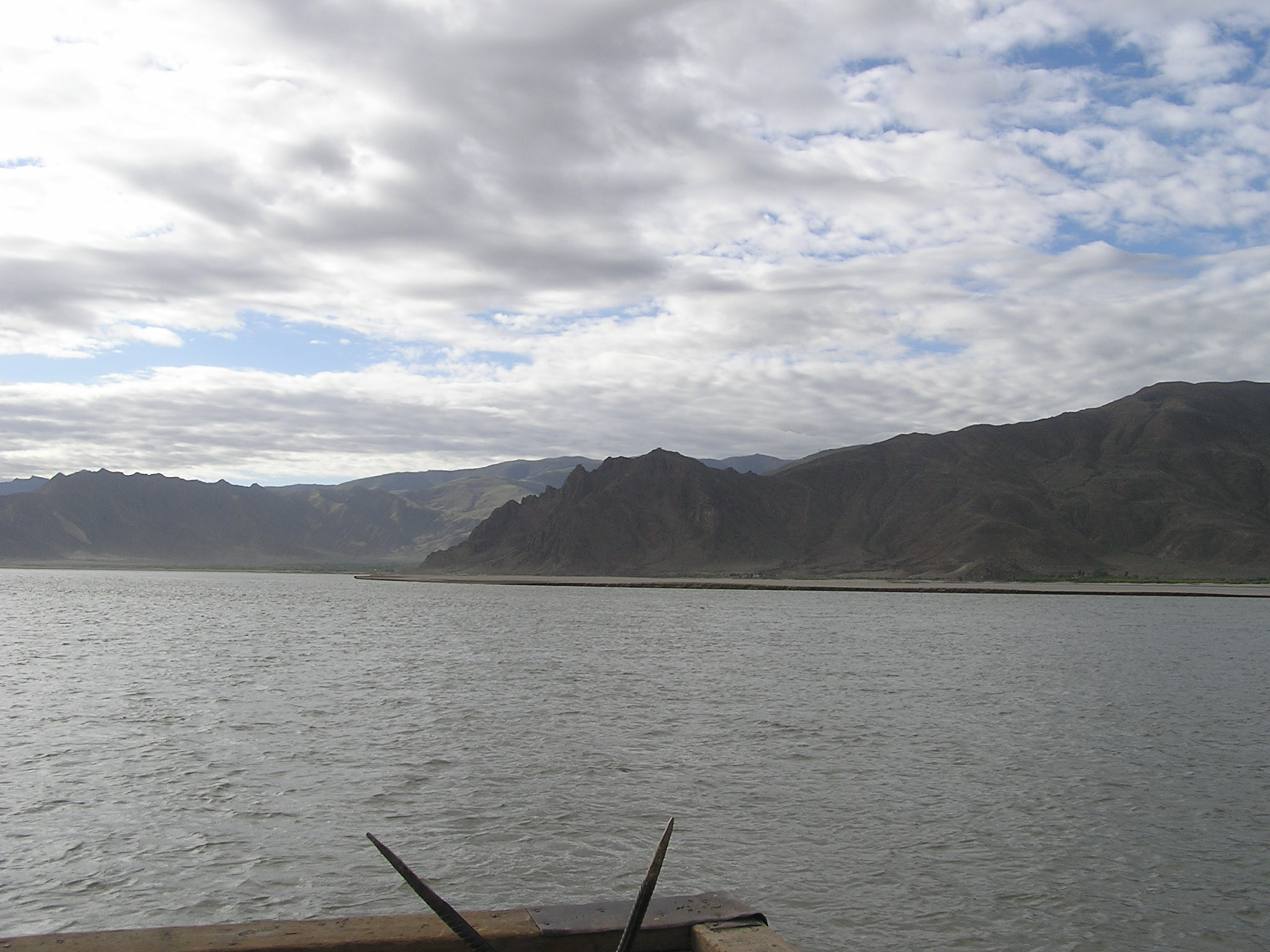
Il Bramaputra